# Сан-Лоренцо-аль-Маре
Сан-Лоренцо-аль-Маре (італ. San Lorenzo al Mare) — муніципалітет в Італії, у регіоні Лігурія,  провінція Імперія.
Сан-Лоренцо-аль-Маре розташований на відстані близько 430 км на північний захід від Рима, 100 км на південний захід від Генуї, 7 км на південний захід від Імперії.
Населення — 1325 осіб (2014).
Щорічний фестиваль відбувається 10 серпня. Покровитель — san Lorenzo.

## Демографія
Населення за роками:

Станом на 1 січня 2023 року в муніципалітеті офіційно проживало 96 іноземців з 21 країни, серед них 29 громадян країн Євросоюзу та 2 громадяни України.

## Сусідні муніципалітети
- Чипресса
- Чивецца
- Костарайнера
- Імперія